# Kian Schwarzer
Kian Schwarzer (* 1. März 1999 in St. Ingbert) ist ein deutscher Handballspieler. Er steht bei den Eulen Ludwigshafen unter Vertrag.

## Karriere
Kian Schwarzer ist der Sohn des ehemaligen Handballspielers Christian Schwarzer. Mit dem Handball begann er unter seiner Mutter, Trainerin beim TuS Brake. Ab der C-Jugend spielte Schwarzer für den SV 64 Zweibrücken. In der B-Jugend erreichte seine Mannschaft das Halbfinale der deutschen Meisterschaft und er spielte danach in der Jugendbundesliga. Mit dem SV 64 Zweibrücken stieg er 2020 in die 3. Liga auf. Ab der Saison 2021/22 spielte der 1,81 m große linke Außenspieler beim Bundesligisten TBV Lemgo. Im Februar 2023 wurde bekannt, dass Schwarzer zur Saison 2023/24 zu den Eulen Ludwigshafen wechseln wird.
Schwarzer studiert Sportökonomie.